# Othellokage
Othellokagen er en dansk lagkage og flødekage, opkaldt efter Shakespeares teaterstykke af samme navn. Kagen har opnået noget nær ikonstatus i Danmark , hvilket formentlig skyldes, at kagen er en dansk opfindelse fra omkring år 1900.
Othellokagen består af makronbund, flødecreme og chokoladeglasur. Lagkagen er omvundet af et tyndt lag marcipan, og den er desuden ofte pyntet med rosetter af smørcreme.